# Sone Banger
Sone Banger, född 15 februari 1939 i Los församling i Gävleborgs län, död där 8 april 2017, var en svensk dragspelare med organistexamen.

## Biografi
Sone Banger började spela dragspel vid 10 års ålder, och under skolgången i Ljusdal tog han lektioner i dragspel och orgelspel, samt spelade även orgel vid skolans morgonböner. Han vann SM i dragspel år 1958 i både solist- och jazzklassen, och flyttade 1959 till Stockholm för vidare studier under fyra år vid Musikaliska Akademien där hans huvudlärare var Sven Brandel, Alf Linder och Henry Lindroth. Under studietiden försörjde han sig genom att spela dragspel på olika restauranger, och som vikarierande organist i olika kyrkor i Stockholmstrakten. Under ett antal år drev han även en musikaffär på Hantverkargatan på Kungsholmen som blev en träffpunkt för många musiker. Han var en ofta anlitad studiomusiker  och medverkade på mer än tusen inspelningar med artister av de mest skiftande slag, samt samarbetade även med jazzmusiker som till exempel Ove Lind och Lars Erstrand.
Banger flyttade hem till Los för gott 1989, där han byggde upp en inspelningsstudio, och namnet "Ljud-banger" kunde ses på både skivetiketter och dragspel. Han fortsatte att turnera tillsammans med många kända artister. Han ackompanjerade bland andra under en följd av år kyrkosångaren Torkel Selin samt även operasångaren Sonny Wallentin.
Banger är begravd på Los kyrkogård.

## Priser och utmärkelser
- 1982 – Fred Winter-stipendiet
- 2002 – Albin Hagströms Minnespris

## Filmografi
- 1970 – Söderkåkar (musiken till TV-serien)
- 2011 – Trollkarlen från Los [6]